# Elvana Gjata
Elvana Gjata (pronunciación albanesa: [ɛlvana ɟata]; Tirana, 3 de febrero de 1987), conocida artísticamente como Elvana, es una cantante, compositora, actriz y modelo albanesa. Está considerada como la diva de Albania y es una de las figuras principales en la industria musical regional.
Nacida y criada en Tirana, actuó en diversos concursos de canto y baile cuando era niña. Elvana alcanzó un reconocimiento significativo en el mundo albanófono después del lanzamiento de sus dos primeros álbumes de estudio, Mamës y Afër dhe larg, ambos influenciados por el R&B y la música dance-pop. Su posterior lanzamiento, un EP llamado 3, incorporó más elementos del pop-rock contemporáneo y la música folk . 
Ha recibido numerosos premios y reconocimientos, incluidos el Balkan Music Award, el Kënga Magjike Award y el Top Fest Award. También ganó la tercera temporada del programa de televisión de baile Dancing with the Stars. En diciembre de 2019, participó en la 58.ª edición del Festivali i Këngës, donde quedó en segunda posición. Volvió a participar en diciembre de 2024 con la canción Karnaval, donde nuevamente quedó en segunda posición. 
Elvana también ha vivido en los Estados Unidos durante un corto período de tiempo, donde se unió a productores como Poo Bear y David Guetta. Tiene más de 645 millones de visitas, hasta noviembre de 2019, en YouTube, siendo una de las artistas más vistas en la industria de la música albanesa. También se encuentra entre los artistas más seguidos en Instagram en Albania, Kosovo y otros territorios de habla albanesa.

## Biografía

### Vida
Elvana Gjata nació el 3 de febrero de 1987 en una familia albanesa de fe católica en la ciudad de Tirana, entonces parte de la República Popular de Albania, actual Albania. El padre de Elvana, Fatmir, ha servido en las Fuerzas Armadas de Albania durante más de dos décadas. Su hermana mayor, Migena, también es cantante y soprano con una carrera en Alemania.

## Carrera

### 2005–2012
En 2001, terminó en tercer lugar en el Festivali i Zërave të Rinj con la canción Le të këndojmë së bashku, aunque su carrera profesional comenzó en Ethet, un concurso similar a Idols. 
En 2006, Gjata lanzó su single más vendido hasta la fecha, Mamës, que se convirtió en un éxito instantáneo. En 2007, lanzó su primer álbum, titulado Mamës. En 2008, Gjata se centró principalmente en su álbum y lanzó Vetes, que se convirtió en un sencillo muy popular. Durante 2009, lanzó Nuk janë më, Hitech, Turn U On, que fue nominada a mejor canción albanesa ese año en los Balkan Music Awards, y Dhe Zemra Ndal. 
Al año siguiente, Gjata lanzó dos canciones de verano, ambas convirtiéndose en éxitos. Lanzó por primera vez A Ke Ti Zemër y Mamani Nejën con el rapero kosovar Fugaa. Interpretaron la canción en Sofía, Bulgaria, en los Balkan Music Awards 2010. La canción también fue nominada a mejor canción albanesa del año. 
En agosto de 2011, Gjata lanzó su segundo álbum de estudio Afër dhe Larg con cerca de quince temas, incluidos los sencillos Me Ty, Kudo Qe Jam y el sencillo homónimo Afër dhe Larg, pero también sencillos que se lanzaron entre 2009 y 2010. Su canción Afër dhe Larg ganó en los Balkan Music Awards el premio al mejor video musical en los Balcanes, mejor canción albanesa del año y mejor canción en los Balcanes, el premio principal de la gala.
Gjata solo lanzó un sencillo ese año. Este, llamado Gjaku im, que fue acompañado con un vídeo musical, fue realizado para conmemorar el centenario de la independencia de Albania . El vídeo musical se estrenó el 28 de abril de 2012 y contenía un fuerte mensaje para el pueblo albanés. 
Durante este año, Gjata apareció en muchos anuncios albaneses, y se convirtió en la imagen de Tring Digital, una plataforma de televisión albanesa y de TEB Bank. 
Gjata había mencionado en una entrevista que bailar era su segunda pasión. Así, participó en la tercera temporada de Dancing With the Stars. Su compañero era Gerdi y en la gran final, Elvana fue declarada ganadora del programa.

### 2013–2016
A principios de 2013, Elvana grabó cinco sesiones acústicas en vivo. Durante el año, Gjata lanzó cuatro nuevos singles: Fake, Fake (Remix), Beso (con 2po2) y 1990 (con MC Kresha). El sencillo Fake fue escrito por la propia Gjata y en él criticaba los problemas del momento en Albania. La canción alcanzó mucho éxito en las redes sociales y se llamó Top Dance Track en Deezer, superando a artistas famosos como David Guetta, Swedish House Mafia y muchos otros. También alcanzó el número 12 en las mejores canciones de Deezer superando a Jennifer Lopez, Emeli Sande y Rihanna. Luego lanzó un remix de la canción, en colaboración con Flori Mumajesi, KAOS y P.I.N.T. 
Elvana fue nominada a cuatro premios en los Videofest Awards por su sencillo Beso con 2Po2, en el que se llevó a casa dos premios. Durante el verano, Gjata recorrió los territorios de habla albanesa, así como Suiza, Alemania y los países escandinavos. 
A principios de 2014, la artista lanzó su sencillo Disco Disco, que alcanzó el número uno en las listas de MyMusic TV y fue una de las canciones albanesas más exitosas de 2014. Más tarde, se anunció que sería la cara de Albtelecom. En el verano de 2014, lanzó otro sencillo llamado Puthe. El sencillo fue un éxito comercial en Albania y muchos usuarios de redes sociales le rindieron homenaje.

### 2017–presente
En 2017, Elvana Gjata viajó a los Estados Unidos, donde mantuvo una estrecha relación con otras figuras prominentes como el productor ganador del premio Grammy, Poo Bear, y el DJ estrella David Guetta. En febrero de 2017, asistió a la 59ª Entrega Anual de los Premios Grammy en Los Ángeles por invitación de Poo Bear. En junio de 2017, lanzó su primer single en inglés denominado Forever Is Over, producido por David Guetta.
En febrero de 2018, Elvana Gjata lanzó su segundo EP, llamado 3, el día de su cumpleaños. En abril de 2018, Poo Bear lanzó su álbum de estudio Poo Bear Presents Bearthday Music y, por lo tanto, apareció en su sencillo Shade. El mismo mes, lanzó su segundo sencillo en inglés Off Guard junto a Ty Dolla Sign. En agosto de 2019, actuó en el Sunny Hill Festival en Pristina junto a otros artistas aclamados como Miley Cyrus, Calvin Harris y Dua Lipa.

## Festivales
Elvana Gjata ha participado en diferentes festivales de música albanesa en varias ocasiones a lo largo de su carrera. Fue en 2005 en Kënga Magjike cuando debutó con su primer sencillo Të kam xhan. Desde entonces, ha participado tres veces en el festival: en 2004, 2007 y 2009. Terminó tercera con la canción Ku Jeton Dashuria en 2007, detrás de Aurela Gaçe y su futura colaboradora Flori Mumajesi, y segunda en 2009 con la canción Dhe Zemra Ndal.
En 2011, participó en el 8º Festival Top con la canción titulada Me Ty, una balada pop que recibió comentarios y críticas musicales positivos de la audiencia. Después de su primera aparición, se alzó como la artista favorita para ganar el festival que finalmente ganó en junio de 2011. Mencionó que la victoria estaba dedicada a su amiga Elsina Hidersha,  conocida como Emmy, una cantante albanesa que murió en un accidente automovilístico ese año.
Con la canción titulada Prane Teje, Elvana Gjata compitió en el 42º Festivali i Këngës en 2003. En octubre de 2019, se confirmó que participaría por segunda vez en el 58.º Festivali i Këngës en diciembre de 2019 con la canción Me Tana. Cinco años después, regresaría al festival de la música albanesa en su 63.ª edición, esta vez con el tema Karnaval.

## Discografía
- Mamës (2007)
- Afër dhe Larg (2011)
- Acoustic Live Session (2013)
- 3 (2018)